# تساگری
تساگری (به گرجی: ცაგერი) شهری در استان راچا-لچخومی و کومو سوانتی گرجستان است. جمعیت این شهر طبق سرشماری سال ۲۰۰۹ میلادی ۱٬۸۰۰ نفر بوده‌است.